# Jihlavský kraj
Jihlavský kraj byl správní celek v Československu, který existoval v letech 1948–1960. V hrubých rysech se kryl s územím moderního Kraje Vysočina. Jeho centrem bylo město Jihlava. Kraj měl rozlohu 6 621 km².

## Historický vývoj
Vznikl z částí jihozápadní Moravy a východních oblastí Čech dne 24. prosince 1948 na základě zákona o krajském zřízení, podle kterého bylo k 31. prosinci 1948 zrušeno zemské zřízení. Krajský národní výbor byl zřízen k 1. lednu 1949.
Dne 1. července 1960 bylo na základě zákona o územním členění státu území Jihlavského kraje přerozděleno mezi kraj Jihomoravský (většina území), Jihočeský (Dačicko a Pelhřimovsko), Východočeský (jižní polovina moderního okresu Havlíčkův Brod), a Středočeský (okrajové oblasti moderních okresů Kutná Hora a Benešov).
Od 1. ledna 2000 patří většina území někdejšího Jihlavského kraje ke Kraji Vysočina, jenž se do 30. května 2001 také nazýval Jihlavský kraj. Území v moderním okrese Jindřichův Hradec náleží i nadále k Jihočeskému kraji, okrajová oblast na severozápadě náleží nadále ke kraji Středočeskému, území v moderním okrese Znojmo náležejí i nadále k Jihomoravskému kraji.

## Geografie
Náležel k němu celý moderní okres Jihlava, téměř celý moderní okres Pelhřimov, většina území moderních okresů Třebíč a Žďár nad Sázavou, jižní polovina moderního okresu Havlíčkův Brod, východ a sever moderního okresu Jindřichův Hradec (především Dačicko), a okrajové části moderních okresů Kutná Hora, Benešov a Znojmo. Na východě sousedil s Brněnským krajem, na severu s Pardubickým krajem, na západě s krajem Pražským a Českobudějovickým, na jihu pak s rakouskou spolkovou zemí Dolní Rakousko.

## Administrativní členění
Kraj se členil na 13 okresů: Dačice, Havlíčkův Brod, Humpolec, Jihlava, Kamenice nad Lipou, Ledeč nad Sázavou, Moravské Budějovice, Pacov, Pelhřimov, Třebíč, Třešť, Velké Meziříčí a Žďár.